# Sagenotriphora osclausum
Sagenotriphora osclausum is een slakkensoort uit de familie van de Triphoridae. De wetenschappelijke naam van de soort werd voor het eerst geldig gepubliceerd in 1995 door Rolán en Fernández-Garcés als Triphora osclausum.